# Juan Manuel Fernández González
Juan Manuel Fernández González (Orillés, Asturias, España, 29 de marzo de 1940) es un exfutbolista español que se desempeñaba como defensa.

## Clubes
| Club        | País   | Año       |
| ----------- | ------ | --------- |
| Real Oviedo | España | 1963-1975 |